# Перламутровый
Перламу́тровый — исчезнувший остров архипелага Земля Франца-Иосифа. Имел наивысшую точку в 22 метра. Место административно относится к Приморскому району Архангельской области России.
Располагался в восточной части архипелага у юго-западного побережья острова Греэм-Белл на расстоянии менее 200 метров от него.
Имел округлую форму диаметром около 1,5 километра. Был полностью покрыт льдом. Высота острова составляла от 8 метров на юге до 22 в центральной части.
В 2016 году гидрографы на судне «Визир» обнаружили исчезновение острова. Летом 2018 года исчезновение острова было подтверждено гидрографами Северного флота.